# Dybe net
Det dybe net (alternativt usynlige net eller skjulte net; eng.: deep web, invisible net, hidden net) er en betegnelse for den del af Internettet der ikke er indekseret af søgemaskiner. Det modsatte af det dybe net, dvs. den del af Internettet der er indekseret af søgemaskiner, kaldes for overflade-nettet (eng.: surface web). Det estimeres at det dybe net er adskillige størrelsesordner større end overflade-nettet.
Betegnelsen usynlig net (invisible net) om internetsider der ikke var registreret hos en søgemaskine, blev første gang taget i brug i 1994 af Jill Ellsworth
Det dybe net omtales nogle gange i sammenhæng med det mørke net (dark web) og mørke netværk (dark net). Mørke net og mørke netværk anvendes dog især om den del netværket som benytter sig at det almindelige netværk, men anvender specifik software eller protokoller som eksempelvis peer-to-peer netværk eller anonyme netværk.
De kendteste typer inkluderer Tor Project (The Onion Router) og DuckDuckGo.

## Typer
Det dybe net kan klassificeres i følgende kategorier:
- Dynamiske sider – ikke statiske internetsider der bliver dynamisk genereret som svar på en forespørgsel.

- Sider uden henvisninger – internetsider der ikke er henvist til fra andre internetsider, som kan forhindre internet edderkopper i at nå dem. Som isolerede øer i internettet.

- Scriptede sider – internetsider der kun er henvist til af scriptgenererede henvisninger, f.eks. JavaScript, såvel som indhold der bliver dynamisk hentet fra web serverer via. f.eks. Flash- eller AJAX-løsninger.

- Ikke HTML/tekst indhold – indhold i filformater ikke, eller kun i begrænset omfang, håndteret af søgemaskiner. F.eks. multimedia (billeder og video) eller PDF (Google indekserer kun de første 120 kb af en PDF fil), såvel som komprimeret og krypteret materiale.

- Private sider – internetsider der kræver registrering og er bruger og kodeordsbeskyttede.

- FTP-servere - FTP-servere der kræver at brugeren har IP-adressen og kodeordet til serveren.

- Internetedderkop begrænset – internetsider der ved hjælp af HTMLsyntaks prøver at begrænse søgemaskiner i at indeksere dem.

- Kontekstdynamiske sider – internetsider der ændre indhold efter omstændighederne, f.eks. er sprogspecifikke.

## Størrelse
Ifølge en undersøgelse (Bergman 2001) er det dybe net omkring 400-450 gange så stort som overflade-nettet. En undersøgelse fra University of California, Berkeley i 2003 kom frem til at overflade-nettet havde en størrelse på omkring 167 terabyte, mens det dybe net havde en størrelse på 91.850 terabyte (91,8 petabyte; derudover var der 440 petabyte gemt i email). Der er mindst 200.000 dybe net internetsites, hvoraf alene de 60 største indeholder omkring 750 terabyte. Det dybe net er den hurtigst voksende del af internettet, og mere end 95 % af nettet er frit og gratis tilgængeligt.